# Laura Ziskin
Laura Ellen Ziskin (San Fernando Valley, 3 marzo 1950 – Santa Monica, 12 giugno 2011) è stata una produttrice cinematografica statunitense.

## Biografia
Proveniente da una famiglia di ascendenze ebraiche, si è laureata alla University of Southern California nel 1973 e ha iniziato a lavorare per diversi game show fino a diventare l'assistente personale di Jon Peters, con il quale ha lavorato anche per il film È nata una stella.
Insieme alla sua collega Sally Field, nel 1984 ha fondato la Fogwood Films, con la quale ha prodotto il film L'amore di Murphy. A partire da quel momento la Ziskin ha cominciato a lavorare nelle vesti di produttrice e produttrice esecutiva a diversi film di fama internazionale, tra i quali Senza via di scampo, Pretty Woman, Eroe per caso, Qualcosa è cambiato e la trilogia di Spider-Man.
Nel 2002 e nel 2007 ha curato inoltre la produzione delle cerimonie dei premi Oscar.
All'età di 27 anni si è sposata con il produttore cinematografico e sceneggiatore Julian Barry, con cui in seguito ha avuto una figlia e da cui ha divorziato anni dopo. Nel 2010 si è sposata con lo sceneggiatore Alvin Sargent, con cui ha lavorato anche in Spider-Man 2 e Spider-Man 3 e col quale è stata sposata fino alla sua morte, avvenuta il 12 giugno 2011 all'età di 61 anni per un cancro al seno. Proprio per questo aveva fondato anche l'associazione Stand Up to Cancer, creata per incoraggiare le persone a non arrendersi e a lottare contro il cancro.

## Filmografia

### Produttrice
- L'amore di Murphy (Murphy's Romance), regia di Martin Ritt (1985)
- Senza via di scampo (No Way Out), regia di Roger Donaldson (1987)
- D.O.A. - Cadavere in arrivo (D.O.A.), regia di Annabel Jankel e Rocky Morton (1988)
- Il salvataggio (The Rescue), regia di Ferdinand Fairfax (1988)
- Un amore, una vita (Everybody's All-American), regia di Taylor Hackford (1988)
- Tutte le manie di Bob (What About Bob?), regia di Frank Oz (1991)
- Un medico, un uomo (The Doctor), regia di Randa Haines (1991)
- Eroe per caso (Hero), regia di Stephen Frears (1992)
- Da morire (To Die For), regia di Gus Van Sant (1995)
- Spider-Man, regia di Sam Raimi (2002)
- Spider-Man 2, regia di Sam Raimi (2004)
- Stealth - Arma suprema (Stealth), regia di Rob Cohen (2005)
- Spider-Man 3, regia di Sam Raimi (2007)
- The Amazing Spider-Man, regia di Marc Webb (2012) - postumo
- The Butler - Un maggiordomo alla Casa Bianca (The Butler), regia di Lee Daniels (2013) - postumo

#### Cerimonie
- Premi Oscar 2002 (2002)
- Premi Oscar 2007 (2007)

### Produttrice esecutiva
- Pretty Woman, regia di Garry Marshall (1990)
- Qualcosa è cambiato (As Good as It Gets), regia di James L. Brooks (1997)
- L'insaziabile (Ravenous), regia di Antonia Bird (1999)